# Сташенко Оксана Михайлівна

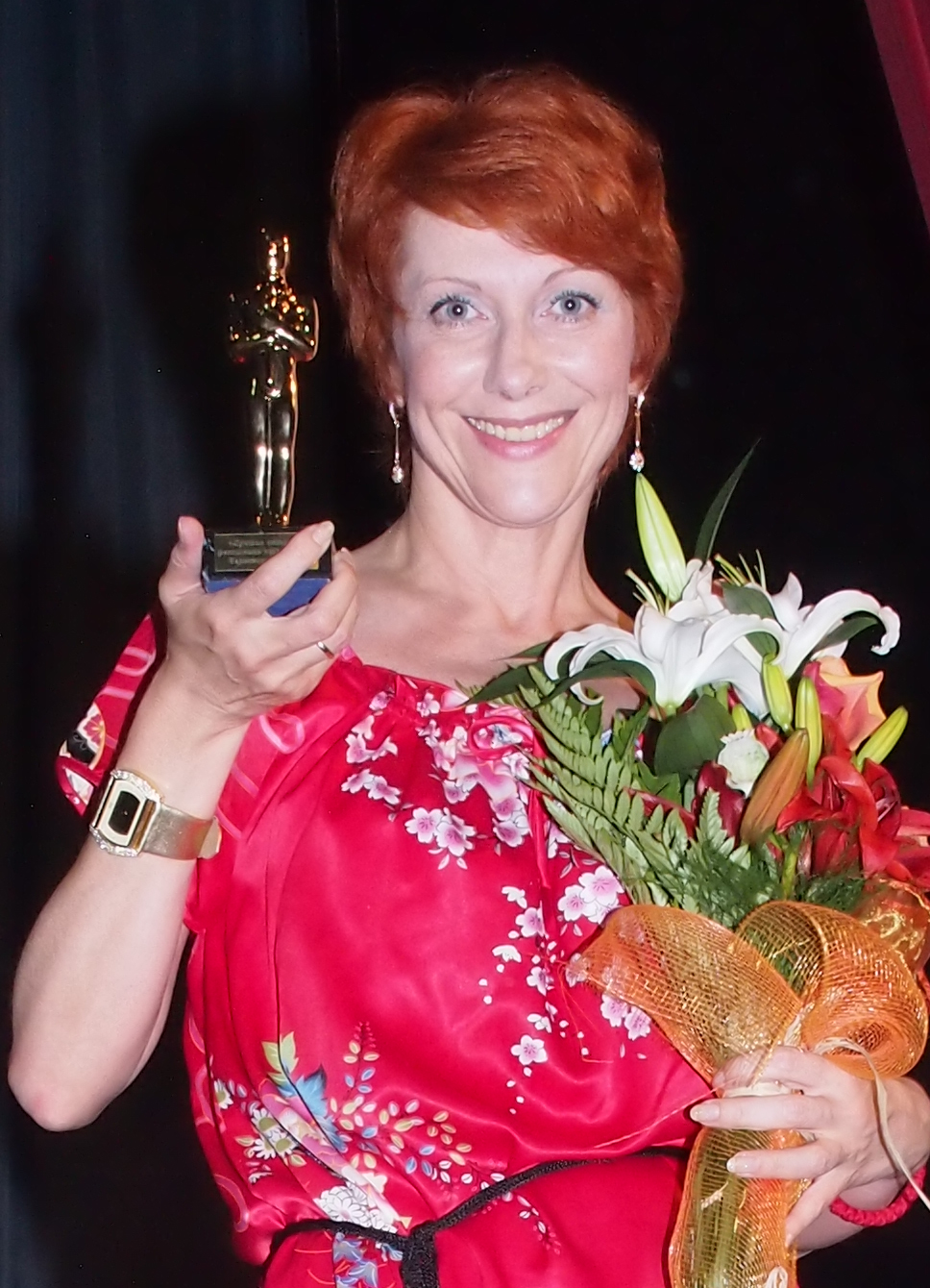
Оксана Сташенко отримала нагороду «Найкраща акторка» на фестивалі «Море кіно» в Чорногорії (2012 рік)

Оксана Михайлівна Сташенко (нар. 24 жовтня 1966, Куйбишев) — російська актриса театру і кіно, співачка, телеведуча. Заслужена артистка Російської Федерації (2009), народна артистка Республіки Південна Осетія (2011).

## Життєпис
Путіністка, Оксана Сташенко народилась у родині Михайла Іларіоновича Кравченка та Ольги Федорівни Сташенко.
Закінчила середню школу № 1. У 1971 році вступила до музичної школи, яку в 12 років закінчила з відзнакою. Займалася у театральній студії під керівництвом О. К. Савельєва. У 1982—1986 роках навчалася в Саратовському театральному училищі імені І. А. Слонова (нині Театральний інститут Саратовської державної консерваторії імені Собінова).
У 1986—1989 роках працювала в Липецькому молодіжному театрі і в Каменськ-Уральському театрі драми. У 1989 року переїхала до Москви. Брала участь в антрепризі «Остання спроба» (Михайло Задорнов). У 1990—1991 роках працювала в Московському обласному театрі драми імені М. Островського. У 1991—2001 роках Оксана Сташенко — актриса театру «Бенефіс». Лише з 1986 по 2001 рік зіграла 45 головних ролей у театрах.
У 1995—1996 роках — ведуча програми «Стамбул очима росіян» на турецькому телебаченні. У 1999—2001 роках — ведуча телепрограми «Там, де збираються зірки» та авторської програми «Веселий льох» на телеканалі «Перець». З вересня 2014 року — ведуча кулінарної програми «Смачно 360°» та програми про подорожі Підмосков'ям «Відпочинок 360°» на каналі «360° Підмосков'я» (Росія).
Оксана Сташенко знімається у кіно з 1991 року.
У 2000 році випустила касетний аудіо альбом «Романси + Ретро». З 2007 року, як виконавиця популярних пісень, записала 5 CD альбомів [Архівовано 5 лютого 2020 у Wayback Machine.].
У 2012 році вийшла в світ перша книга з циклу «Подорожі мандрівної актриси» — «Мій Непал».
З 2015 року грає в антрепризі «Авантюристка або як знайти чоловіка» (головна роль «Надія»).
З 2010 року одружена з Владиславом Міною (нар.. 1975).
Проводить благодійні акції для дітей сиріт та ветеранів. Виступає в дитячих будинках, лікарнях та виправних колоніях.

### Фестивалі
- З 2010 року Президент Всеросійського фестивалю сімейного кіно «Мамонтоша» (Салехард, Ямало-Ненецький автономний округ Росії)
- Неодноразова учасниця та призерка фестивалів кіно: «Московський міжнародний кінофестиваль», «Bridge of Arts» «Золотий Звитяжець», «Сузір'я», «Кіношок», «Амурська Осінь», «Анімаївка», «More-Sol», «Липецький вибір», «Кіно-дітям», «Американського кіно в Москві», «Орлятко», «Побачення з Росією», «…Надцатилітні», «Бригантина» тощо.
- Член журі кінофестивалів: «More-Sol», «Імені Р. Бикова», «Орлятко», «Бригантина», «Кіномалишок», «Самарський міжнародний» тощо.

### Нагороди

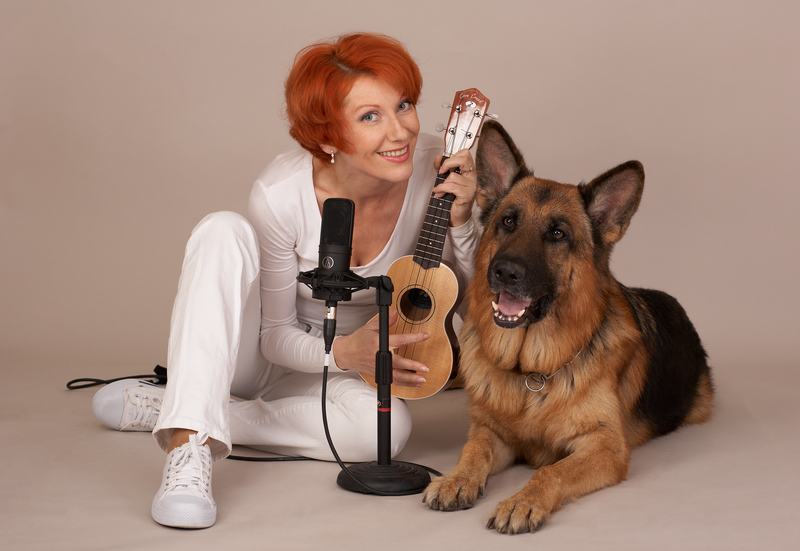
Оксана Сташенко з Мухтаром

- Заслужена артистка Російської Федерації (17 вересня 2009 року) — за заслуги в галузі мистецтва[2]
- Народна артистка Республіки Південна Осетія (23 жовтня 2011 рік, м. Цхінвал)
- Удостоєна медалі: «У пам'ять 850-річчя Москви»
- Лауреатка золотої медалі «Національне надбання» Міжнародного благодійного фонду «Меценати сторіччя».
- На своєму ювілейному творчому вечорі «Все починається з бажання» (03.02.2017), який проходив у Московському Будинку Кіно отримала нагороду «Добре серце».

## Фільмографія
| Рік       | Фільм                                                 | Роль                                                   | Примітки                                     |
| --------- | ----------------------------------------------------- | ------------------------------------------------------ | -------------------------------------------- |
| 2020      | Найгірша подруга. Україна                             | Раїса                                                  | телесеріал                                   |
| 2019      | Кошмарний директор                                    | Алла Борисівна, завуч                                  |                                              |
| 2019      | Курйози                                               |                                                        |                                              |
| 2019      | Ті, хто пішов у туман                                 | Помічниця колекціонера                                 |                                              |
| 2019      | За вітриною                                           | Надія Іванівна                                         | 16 серії, прем'єра 28.02.2019                |
| 2018      | Інтриганка                                            | Світлана подруга Ганни                                 | 16 .02 .2018                                 |
| 2017      | Снайперка                                             | Євгенія Львівна                                        | 4 серії, прем'єра 22.12.2017                 |
| 2017      | Рецепт кохання                                        | Леді Камілла                                           | 4 серії, прем'єра 29 09.2017                 |
| 2017      | Було у батька два сини                                | Наталія                                                | 4 серії, прем'єра 09.12.2017                 |
| 2017      | Мухтар. Новий слід                                    | Жанетта Петрівна Сільська                              | Детективний серіал                           |
| 2016      | Ліризми                                               |                                                        |                                              |
| 2014      | Безсмертник                                           | Супервайзер Нора                                       | 100 серій, прем'єра 02.02.2015               |
| 2014      | Дворняжка Ляля                                        | Ольга Черкасова                                        | 95 серій, прем'єра 18.08.2014                |
| 2004-2015 | Повернення Мухтара                                    | Жанетта Петрівна Сільська ( судмедексперт)             | Детективний серіал                           |
| 2014      | Сашка                                                 | березня                                                | 100 серій, прем'єра 6.01.2014                |
| 2013      | Тещині млинці                                         | Теща Ольга                                             | Росія, 4 серії                               |
| 2013      | Поцілунок!                                            | Ганна                                                  | 90 серій                                     |
| 2013      | Нахаба                                                | Галина Сергіївна                                       | Мелодрама, 4 серії                           |
| 2012      | Щоденник вагітної жінки Україна                       | Мама, теща                                             | Комедійний серіал (скетч)                    |
| 2012      | Балабол                                               | Дружина Грибанова                                      | Іронічний детектив                           |
| 2012      | Три сестри                                            | Режисер, сусідка ТОЩО                                  | Комедія. серіал (скетч)                      |
| 2012      | Джамайка                                              | Рейнардт Валентина Валерьяновна                        | 90 серій                                     |
| 2012      | Пощастить у коханні                                   | Наталія Миколаївна                                     | Серіал                                       |
| 2012      | Брат і сестра                                         | Зінаїда                                                |                                              |
| 2011      | Любов у великому будинку                              | Сибирячка, репетитор                                   | Комедія. серіал                              |
| 2011      | Пончик Люся                                           | Надія, мати Маргарити                                  | 24 серії                                     |
| 2010      | Точка кипіння                                         | Ганна, мати Оксани                                     | 8 серій                                      |
| 2010      | Попелюшка з причепом                                  | Аїда Приходько                                         | 8 серій                                      |
| 2009      | Кохання не те, що здається                            | Сима, нумізматка                                       | 40 серій                                     |
| 2008      | Терміново в номер 2                                   | Марія ДрагомІрова                                      | Спадщина (фільм 7)                           |
| 2008      | Рідні люди                                            | Серафима Владленівна                                   | 236 серій                                    |
| 2008      | Попелюшка 4 × 4. Все починається з бажань             | Мачуха                                                 | Художній фільм                               |
| 2007      | Світу з того світла                                   | Катя                                                   |                                              |
| 2006      | Екстрений виклик                                      | Белла                                                  | Зайвий свідок-Фільм 1                        |
| 2006      | Пристрасті по кіно або Господа кіношники              | Режисер Тітка Аня                                      |                                              |
| 2006      | Русское засіб                                         |                                                        |                                              |
| 2006      | Парижани                                              | Тетяна Лущан                                           | 8 серій                                      |
| 2006      | Справжній Дід Мороз                                   | Лиса                                                   | Художній фільм                               |
| 2006      | Марфа і її щенята                                     | Зінаїда                                                | Художній фільм                               |
| 2006      | Perestroika (Кохання незвіданого простору)            | Наташа                                                 | Художній фільм (США), режисер Слава Цукерман |
| 2006      | Капитанские дети                                      | Зінаїда Маслобойнікова                                 | 20 серій                                     |
| 2006      | За все тобі дякую                                     | Працівниця                                             | 24 серії (Україна)                           |
| 2006      | Біс в ребро, або Чудова четвірка                      | Маша                                                   | 12 серій                                     |
| 2005      | Аеропорт (телесеріал) -2 серія «Дама здавала в багаж» | Тетяна Симонова                                        | 30 серій                                     |
| 2005      | Сім разів відміряй                                    | Віка                                                   | Художній фільм                               |
| 2005      | Російський бізнес XXI століття                        | Меліхова                                               | 6 серій                                      |
| 2005      | Любов моя                                             | Мати Віри                                              | 150 серій                                    |
| 2005      | Громадянин начальник-2 (8 і 12 серія)                 | Люсіль Жів'єн                                          |                                              |
| 2004      | Самотнє небо                                          | Зінаїда                                                | 4 серії                                      |
| 2004      | На розі, у Патріарших-4                               | Директор музею                                         | 12 серій                                     |
| 2004      | Місце під сонцем                                      | Світлана Петрова                                       | 8 серій                                      |
| 2004      | Червона площа                                         | Полковник Малініна                                     | 8 серій                                      |
| 2004      | Комедійний коктейль (телевізійний скетч)              | Виконроб Маргариточка                                  | 50 серій                                     |
| 2004      | Ключі від безодні                                     | Буфетниця                                              | 12 серій                                     |
| 2004      | Карусель                                              | Райка                                                  | 12 серій                                     |
| 2004      | Єгер                                                  | Бояришева                                              |                                              |
| 2004      | Золота голова на пласі                                |                                                        | Художній фільм                               |
| 2004      | Зимовий роман                                         | Ірина                                                  | Художній фільм                               |
| 2003      | Ілюстрована історія Російської держави                |                                                        | Документальний                               |
| 2003      | Троє проти всіх-2                                     | Наталія Миколаївна                                     | 44 серії                                     |
| 2003      | Вогнеборці                                            | Жанна                                                  | 16 серій                                     |
| 2003      | Краще місто землі                                     | Сурко                                                  | 24 серії                                     |
| 2003      | Історія весняного призову                             | Зінаїда, мати Вані                                     | Художній фільм                               |
| 2003      | Завтра буде завтра                                    |                                                        | 14 серій                                     |
| 2003      | Жадана                                                | Зінаїда                                                | 12 серій                                     |
| 2003      | Дружна сімейка                                        | Інспектор біржі праці (20 серія), інспектор (37 серія) | 70 серій                                     |
| 2003      | Бумер                                                 | Дружина Сиплого                                        | Гостросюжетна кримінальна драма              |
| 2003      | Ангел на дорогах                                      | Лариса                                                 | 8 серій                                      |
| 2003      | Адвокат                                               | Ріелтор (серія «Визнання»)                             | серіал                                       |
| 2002      | Російські Амазонки                                    | Дарина, мати Васі                                      | серіал                                       |
| 2002      | Пригоди Мага                                          | Наталія, перукарка, серія 4 «Дев'ять днів»             | 8 серій                                      |
| 2003      | Кріт-2                                                | бухгалтер                                              | Серіал                                       |
| 2002      | Життя триває                                          | Ольга                                                  | 13 серій                                     |
| 2001      | Сищики                                                | Алевтина                                               | Серія «Зниклий Адоніс»                       |
| 2001      | З точки зору ангела                                   | Дружина                                                | Художній фільм                               |
| 2001      | Під Полярною зіркою                                   | Ліда                                                   | Художній фільм                               |
| 2001      | Зупинний пункт-2                                      | Надя, перукар                                          | Серіал                                       |
| 2001      | Мамука                                                | Співробітниця                                          | Фільм                                        |
| 2001      | Даун Хаус                                             | Жінка в комбінезоні                                    | Комедія                                      |
| 2001      | Далекобійники                                         | попутниця                                              | серія «Лебедянь»                             |
| 2000      | Особливості банної політики, або Баня-2               | Полковник НКВД                                         | еротика                                      |
| 2000      | Марш Турецького                                       | Ніна Кочерга                                           | серія «Контрольний постріл»                  |
| 2000      | ДМБ                                                   | перша вдова Лариса                                     | Художній фільм                               |
| 1999      | Особливості російської лазні                          | Марія Залетаєва, бариня                                | еротика                                      |
| 1999      | N-ський гарнізон                                      | Дружина офіцера                                        | Серіал не вийшов                             |
| 1997      | Горище                                                |                                                        | Художній фільм                               |
| 1997      | Подарунок                                             | Лариса                                                 | Короткометражний                             |
| 1996      | Історія Гонконгу                                      | Кетті Сеппот                                           | 30 серій, виробництво Гонконг                |
| 1994      | Любов французька та російська                         | продавчиня                                             | Художній фільм                               |
| 1990      | Москва золотоверха                                    | Танька                                                 | Художній фільм                               |